# مكسيم فوكسا
مكسيم فوكسا مواليد 21 أبريل 1992 في مولدوفا، هو لاعب كرة قدم مولدوفي احترف في السعودية في نادي عفيف.

## روابط خارجية
مكسيم فوكسا على موقع الاتحاد الأوربي (الإنجليزية)
- مكسيم فوكسا على موقع قاعدة بيانات كرة القدم.إي يو (الإنجليزية)
- مكسيم فوكسا على موقع ناشيونال فوتبول تيمز (الإنجليزية)
- مكسيم فوكسا على موقع Soccerway.com (الإنجليزية)